# Stocking (Autriche)
Stocking est une commune autrichienne du district de Leibnitz en Styrie.